# Valeriu Lazăr
Valeriu Lazăr, né le 20 mai 1968 à Mingir, alors en République socialiste soviétique de Moldavie, est un homme politique moldave, membre du Parti démocrate de Moldavie (PDM), Vice-Premier ministre et ministre de l'Économie depuis le 25 septembre 2009, dans les gouvernements des libéraux-démocrates Vlad Filat puis Iurie Leancă.
Il a déjà exercé les fonctions de ministre de l'Économie entre le 19 avril 2005 et le 18 septembre 2006, dans le deuxième gouvernement du communiste Vasile Tarlev.